# Gerhard Tötemeyer
Gerhard Karl Hans Tötemeyer (* 21. Mai 1935 in Gibeon, Südwestafrika; † 31. Januar 2024 in Swakopmund) war ein namibischer Politiker und Professor. Er war Vizeminister für Regionale und lokale Verwaltung, Behausung und ländliche Entwicklung.

## Bildung
Tötemeyer verbrachte seine ersten Lebensjahre in Keetmanshoop, wo sein Vater als Missionar tätig war. Während eines Aufenthaltes in Deutschland brach der Zweite Weltkrieg aus, der die Familie zwang, bis 1950 dort zu bleiben. Er ging nach der Rückkehr nicht weiter zur Schule, da er weder Afrikaans noch Englisch sprach und deshalb zurückversetzt werden sollte.
Vielmehr ging Tötemeyer gleich einer Berufsausbildung als Einzelhandelskaufmann beim Allgemeinwarenhandel seines Onkels nach. Er bildete sich außerschulisch am Abend fort. Nach Ende der Ausbildung 1953 ging er an das Paul Roos Gymnasium im südafrikanischen Stellenbosch, wo er 1955 mit der Hochschulzugangsberechtigung abschloss. Tötemeyer studierte anschließend an der Universität Stellenbosch Geschichte und schloss 1959 mit einem Bachelor ab. Ein Jahr später erhielt er sein Diplom als Sekundarschullehrer.

## Beruflicher Werdegang
Tötemeyer kehrte nach Südwestafrika zurück und unterrichtete an der Windhoek High School. 1962 nahm er einen Forschungsposten in Freiburg im Breisgau an. Zwölf Jahre später bekam er erneut an der Universität Stellenbosch seinen Doktorgrad. Es folgten diverse Stationen in der Verwaltung und als Hochschullehrer an der Universität sowie der Universität der Transkei und Universität Kapstadt.
1987 zog Tötemeyer nach Windhoek und wurde Dekan in der wirtschaftswissenschaftlichen Fakultät der Universität von Namibia.
Nach der Unabhängigkeit Namibias 1990 wurde Tötemeyer Mitglied der Delimitation Commission of Namibia. Von 1992 bis 1998 war er Direktor bei der namibischen Wahlkommission. Im Jahr 2000 wurde er Mitglied der Nationalversammlung Namibias.
2004 ging Tötemeyer in Pension. Er veröffentlichte politische und wissenschaftliche Schriften in Namibia und Südafrika.
Ab 2005 war Tötemeyer Vorsitzender der National Housing Enterprise.
Er galt als Mitbegründer des Forums deutschsprachiger Namibier.

## Familie
Tötemeyers Bruder Hans-Günther war Abgeordneter im Deutschen Bundestag, sein Bruder Gottfried Tötemeyer Lehrer in Minden.

## Schriften (Auswahl)
- A Rebel for Change in Apartheid South Africa and Colonial Namibia, Gerhard Tötemeyer Publishers, Windhoek 2017, ISBN 978-99945-85-19-9.
- Das Werden und Wirken eines Rebellen, Kuiseb Verlag, Windhoek 2015, ISBN 978-99945-76-35-7.
- Namibia Today, Namibia Institute for Democracy, Windhoek 2014, ISBN 978-99916-865-9-2.
- Namibia Old and New, C. Hurst & Co, London 1978, ISBN 0-903983-84-2.
- Vom Schutzgebiet bis Namibia 2000, Klaus Hess Verlag, Windhoek 2002, ISBN 3-933117-23-2.
- South West Africa, Namibia, Fokus Suid Publishers, Randburg 1977, ISBN 0-620-02739-8.